# キム・ギワン
キム・ギワン（2000年5月7日 - ）は、韓国出身のプロアイスホッケー選手。ポジションはゴールテンダー。

## 経歴
高麗大学出身。2022年にアジアリーグアイスホッケーのHLアニャンに入団。
2023-2024シーズンはチームが2シーズン連続となる8度目の優勝を果たし、キムも優勝を経験することになった。オフに退団した。